# 25. kolovoza
25. kolovoza (25. 8.) 237. je dan godine po gregorijanskom kalendaru (238. u prijestupnoj godini).
Do kraja godine ima još 128 dana.

## Događaji
- 1609. – Galileo Galilei u Veneciji predstavio svoj teleskop
- 1768. – Engleski pomorac i istraživač James Cook započeo je svoje putovanje.
- 1830. – Započeo belgijski ustanak protiv nizozemske vlasti.
- 1991. – početak sveopćeg napada JNA (sastavljena od ročnika i srpskih rezervista) i srpskih paravojnih snaga na hrvatski grad Vukovar (vidi bitka za Vukovar)
- 1991. – Na velikom skupu roditelja u dvorani Globus u Zagrebu dogovoreno osnivanje Pokreta majki za mir Bedem ljubavi.

| - 1530. – Ivan IV. Grozni – ruski car († 1584.) - 1707. – Luj I., kralj Španjolske († 1724.) - 1841. – Emil Theodor Kocher, švicarski liječnik i nobelovac († 1917.) - 1878. – Slavko Kvaternik, hrvatski vojnik, političar i državni dužnosnik († 1947.) - 1900. – Hans Adolf Krebs, njemački liječnik i nobelovac († 1981.) - 1903. – Arpad Elo, mađarski šahist († 1992.) - 1905. – Sveta Faustina Kowalska, poljska katolička svetica († 1938.) - 1918. – Leonard Bernstein, američki skladatelj, pijanist i dirigent († 1990.) - 1927. – Neda Andrić, hrvatska ekonomistica i političarka († 2010.) - 1949. – Gene Simmons, američki glazbenik - 1953. – Ivan Pereža, hrvatski karikaturist - 1955. - Hrvoje Petrač, hrvatski poduzetnik - 1958. – Tim Burton, američki filmski redatelj, producent, scenarist i konceptualni umjetnik. - 1987. – Amy Macdonald, škotska kantautorica - 2004. – Rokas Pukštas, američki nogometaš | - 1819. – James Watt, engleski izumitelj (* 1736.) - 1822. – Wilhelm Friedrich Herschel, britanski astronom (* 1738.) - 1883. – Louise Lateau, belgijska mističarka (* 1850.) - 1900. – Friedrich Nietzsche, njemački filozof, pjesnik i klasični filolog (* 1844.) - 1923. – Milan Ogrizović, hrvatski književnik (* 1877.) - 1908. – Antoine Henri Becquerel, francuski fizičar (* 1852.) - 1969. – Harry Hess, američki geolog (* 1906.) - 1977. – Károly Kós, mađarski arhitekt (* 1883.) - 1987. – John Huston, američki redatelj (* 1906.) - 2001. – Aaliyah, američka pjevačica (* 1979.) - 2009. – Virgilije Nevjestić, hrvatski grafičar, slikar i pjesnik (* 1935.) - 2012. – Vesna Girardi-Jurkić, hrvatska arheologinja i političarka (* 1944.) - 2012. – Neil Armstrong, američki pokusni pilot i astronaut (* 1930.) - 2021. – Milan Gutović, srbijanski glumac (* 1946.) |